# Салаш Седам дудова (Сомбор)
Салаш Седам дудова се налази у салашарском насељу Буковац, удаљен неколико километара од Сомбора, јужно и југоисточно од њега, према Апатину у Пригревици.
Салаш седам дудова се налази на адреси Горњи Буковац бр. 47. Власница салаша је Војислава Војка Мрваљевић Вукша. Салаш красе седам старих дудова по коме је добио име. 

## О салашу
Салаш је сазидала фамилија Николе Мијића 1933. године. Салаш стар скоро сто година релативно је нов по промени намене из искључиво економско-паорске у туристичку.
Салаш Седам дудова је имање са великим двориштем у којем се налази амбар, чардак, штала, стара кућа у којој је ресторан, и седам вишедеценијских дудова. Салаш је ограђен старим тарабама.

## Угоститељска понуда
На Салашу Седам дудова служе се војвођанска јела, али и многа друга за која гости покажу интересовање. На менију може се наћи хлеб који се пече у паорској пећи, пилећа и морчија супа, сок од зове, нане, дудова ракија, вишњевача, пекмези, ајвар, кобасице, кулен, сланина. У склопу објекта налази се и сушара. Вина се набављаји из локалних винарија, као и домаће пиво.